# Monumento Para Aqueles Que Salvaram o Mundo
O Monumento Para Aqueles Que Salvaram o Mundo (em inglês: Monument to Those Who Saved the World) é um monumento em Chernobyl, Ucrânia, para homenagear os bombeiros que morreram a apagar o incêndio na Central Nuclear de Chernobyl em 1986 depois do catastrófico acidente nuclear que lá ocorreu. O monumento também é dedicado aos liquidadores de Chernobyl que limparam o local depois do acidente.